# 大塩八幡宮

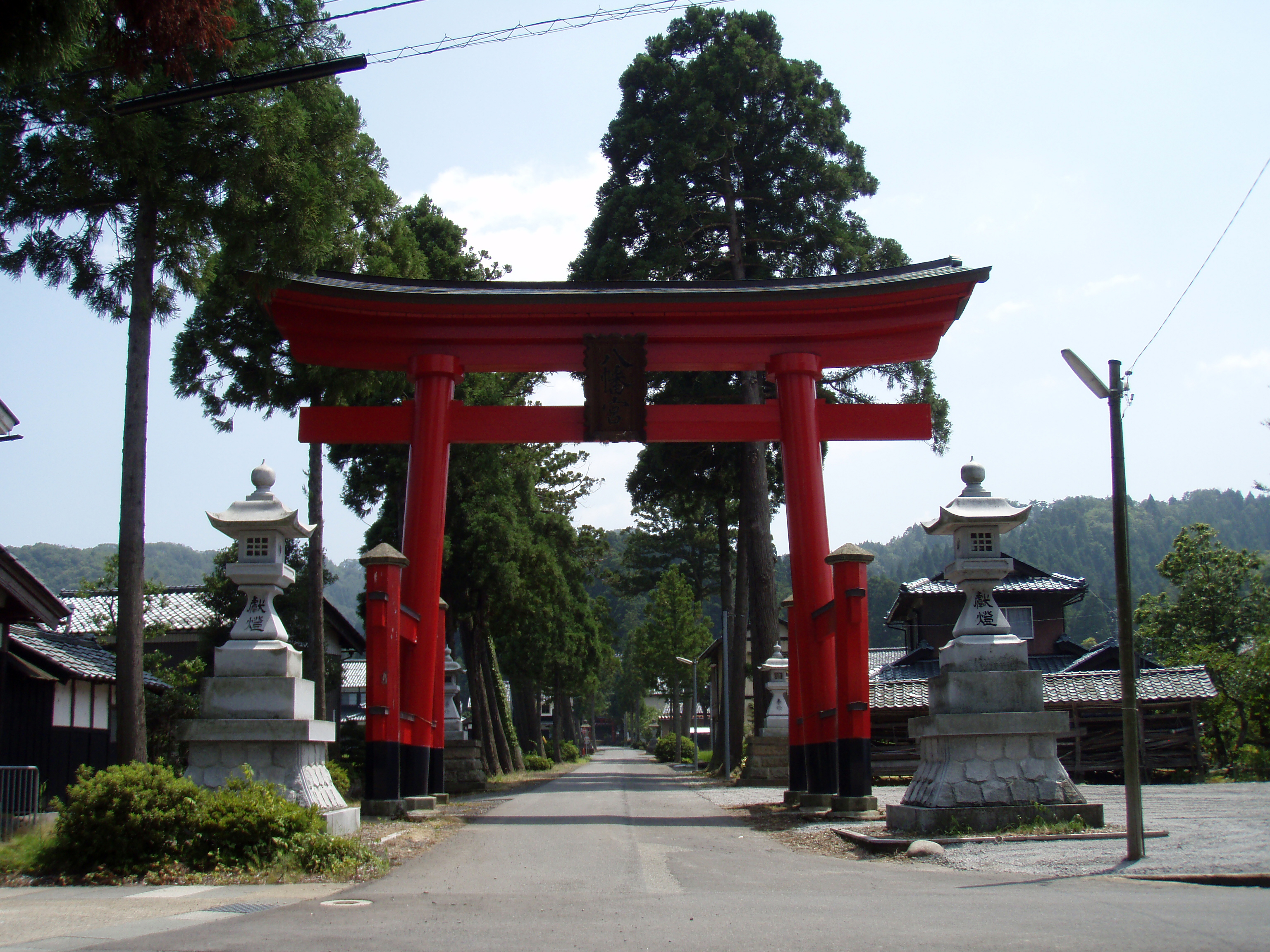
一ノ鳥居

大塩八幡宮（おおしおはちまんぐう）は福井県越前市にある神社（八幡宮）である。旧社格は県社。
境内社に式内社の高岡神社、天八百萬比咩神社、天国津彦神社、天国津比咩神社の各論社がある。

## 社号
当神社の鎮座する国兼は、中世期の大塩保（おおしおのほ）の中心集落であったことから、「大塩保八幡宮」と称され、近世以降に現社名で呼ばれるようになった。明治以降「八幡神社」を正式な社号としたが、昭和46年（1971年）、現社号に復称した。

## 祭神
- 帯中日子天皇
- 応神天皇
- 神功皇后

いわゆる八幡三神の他に、明治43年（1910年）に合祀された王子保区内の12神社16柱の神を祀る。因みに12の神社は（大神下前神社、宇佐神社、愛宕神社、若宮神社、日野神社、日吉神社、小白山神社、癒瘡神社、天神社、住吉神社、若宮神社、稲荷神社）である。

## 歴史
「社号」の節で見たように、大塩保に勧請された八幡宮で、寛正5年（1464年）の奥書を持つ当神社縁起によれば、仁和3年（887年）、讒言によって越前国の国府に配流された中納言紀友仲が、現社地に榊を植えて石清水の八幡神に帰洛を祈願したところ、寛平元年（889年）に勅許を得て京都へ戻ることができたため、同3年（891年）に社殿を造営して石清水八幡宮の神霊を勧請したのが当社の創祀であり、鎮座の際に旧南条郡の大塩保の鎮守として一帯を神領としたことから、郡内の「二宮」と称されたという。寿永2年（1183年）に木曾義仲が境内に本陣を築いて滞在し、鎌倉幕府からは田地を寄進され、建武年間（1334-38年）に斯波高経によって造営がなされて以後、斯波氏や朝倉氏の歴代守護職から田畑山林の寄進や社殿の造営修復が行われるなど武家の崇敬を集めて繁栄し、天正年間（1573-92年）の一揆や、太閤検地で社領を悉く失うなど、衰退に傾いた時期もあったが、慶長8年（1603年）に福井藩祖の結城秀康によって社領30石が寄進されるとともに、その家臣本多富正が武運長久を祈り、次いで元和9年（1623年）には秀康の子、松平忠直により20石が加増されたことで復興し、江戸時代を通じて福井藩主から崇敬された。
明治4年（1871年）郷社に、同7年県社に列し、戦後は神社本庁に属している。

## 祠官
当神社縁起によれば、創祀に際して清原元政が勅使として下向し、そのまま神主として仕えて以来清原氏が神主職を襲ったといい、元弘3年（1333年）に神主清原泰景が愁状を提出したことが見え、また『越前名蹟考』に清原光重が高岡神社を境内に遷座させたことが見える。近世以降は瓜生に改姓して現在に至っている。また、比叡山行光房の流れを汲む宝光寺という天台寺院が別当寺であったが、当神社と訴訟問題が生じて廃され、その跡が常光寺（越前市国兼町22-3）の近くにある。

## 社殿
- 本殿は流造瓦葺
- 拝殿は正面7間、側面4間の入母屋造杮（こけら）葺で、正面5間側面2間の身舎の4面に庇を付し、斗栱を舟肘木とするなど古風を存し、間仕切り、壁、縁等を設けない開放的な構造である。創建年代は不詳であるが、室町時代末期の建造とされ[注 2] 、木割が太く、類種のものでも大規模な建築の数少ない遺構であることから、昭和53年に国の重要文化財に指定[1]された。なお、屋根は近世以来寄棟造の桟瓦葺であったが、昭和56年の解体修理に際して旧に復された。

## 境内社
- 高岡神社 - 素盞烏尊を祀る。古くは大己貴神と少彦名神をも祀っていた。もともとは当社の南の高岡峰に相当の規模で鎮座していたが、 昌泰元年（898年）に時の神主清原光重が参詣の便を考えて当社境内に遷座したと伝える。『延喜式神名帳』に記載される式内小社「高岡神社」、越前国の国内神名帳である『越前国内神名帳』の「従五位高岡神」の論社とされる。
- 天八百萬比咩神社 - 伊邪那美神を祀り、古くは玉依姫と倭姫をも祀っていた。もともとは当神社の西南桜井峰に鎮座していたが、 文暦2年（1235年）に当神社境内に遷座したと伝える。式内小社の「天八百萬比咩神社」の論社。
- 天国津彦天国津比咩神社 - 伊邪那岐神・伊邪那美神を祀り、もとは2社別々で境外に鎮座していたが、慶長3年（1598年）に現在の1社に遷座したと伝える。それぞれ式内小社の「天国津彦神社」・「天国津比咩神社」、また『越前国内神名帳』の「正四位 天国津彦神」、「正四位 天国津姫神」の論社。

なお、天八百萬比咩・天国津彦・天国津比咩神社は、式内社であるとすればいずれも 斉衡3年（856年）に官社に預かり、その11日後に従四位下に叙されたことになる。
その他
- 寿翁神社 - 大山津見神・伊邪那尊・須佐之男尊・少名彦神・大己貴神・大綿津見神を祀り、延喜元年（901年）に勧請されたと伝える。
- 源嫡神社 - 徳川家康を祀り、寛永年間（1624-44年）に、東照宮を模して創祀された。
- 高良神社 - 本社と一緒に寛平3年に勧請されたと伝え、武内宿禰命を祀る。
- 清務霊社 - 神主清原氏の祖である舎人親王を祀る。

## 文化財

### 重要文化財（国指定）
- 拝殿[1] - 解説は「社殿」の節を参照。

### 福井県指定文化財
- 伝本多富正奉納鞍（梅鉢文葡萄蒔絵鞍、巴散文螺鈿鞍、張良図蒔絵鞍） - 県の有形文化財[2]。
- 鶴亀松竹の算額 - 元禄14年（1701年）に奉納された算術に関する絵馬。昭和57年に県の有形民俗文化財に指定[3]。

### 越前市指定文化財
- 梵鐘 - 高さ約1m、径約60cm。仁安2年（1167年）に滋賀県の善勝寺で鋳造され、破損のため元弘2年（1332年）に鋳直された。戦乱に紛れて行方不明となったが、慶長20年（1615年）に本多富正によって大坂夏の陣の戦勝記念として当神社に奉納された。南北朝時代の貴重なものとして市の有形文化財（工芸）に指定されている。
- 木造櫛磐窓命坐像・木造豊磐窓命坐像 - 市の有形文化財（彫刻）。
- 大塩八幡宮奉納絵馬 - 寛永10年（1633年）、慶安元年（1648年）、延宝7年（1679年）、天和2年（1682年）、元禄4年（1691年）、同7年（1694年）2面、享保14年（1729年）、天保10年(1839年)、安政3年(1856年)に奉納された10面である。市の有形民俗文化財に指定。

## 交通
- ハピラインふくい線 王子保駅から徒歩30分